# Pertusiconcha tridentata
Pertusiconcha tridentata är en blötdjursart som beskrevs av Chistikov 1982. Pertusiconcha tridentata ingår i släktet Pertusiconcha och familjen Entalinidae. Inga underarter finns listade i Catalogue of Life.